# Haroldius loebli
Haroldius loebli är en skalbaggsart som beskrevs av Renaud Maurice Adrien Paulian 1987. Haroldius loebli ingår i släktet Haroldius och familjen bladhorningar. Inga underarter finns listade i Catalogue of Life.